# Noferkauré
Noferkauré az ókori egyiptomi VIII. dinasztia egyik uralkodója volt, az első átmeneti kor idején. A torinói királylista legújabb rekonstrukciója szerint dinasztiájának tizenötödik uralkodója volt. Székhelye Memphisz volt, uralma valószínűleg nem terjedt ki egész Egyiptomra.

## Említései
Noferkauré neve az 54. helyen szerepel a XIX. dinasztia idején, jó 900 évvel az első átmeneti kor után összeállított abüdoszi királylistán. A torinói királylista sérült azon a helyen, ahol Noferkauré neve következne (az 5. oszlop 11. soránál), de uralkodásának hosszát megőrizte: 4 év, 2 hónap, 0 nap.

Noferkauré egyetlen korabeli említése egy mészkősztélére írt töredékes dekrétum, a koptoszi dekrétumok közül a „h” jelű, melyben Min koptoszi templomának szánt áldozatokról van szó. A két fennmaradt töredék egyikét Edward Harkness adományozta a Metropolitan Művészeti Múzeumnak, amelynek 103-as galériájában állították ki. A dekrétum Noferkauré uralkodásának negyedik évében készült; ennél magasabb uralkodási évszáma a dinasztia egyetlen uralkodójának sincs. A dekrétumon a király Hórusz-nevének első jele: 
| N28 |

 azaz a ḫˁ hieroglifa teljes bizonyossággal kivehető, a második jel olvasata vitatott. Von Beckerath nem egészíti ki, Darrell Baker és William C. Hayes Habauként olvassák. A dekrétum címzettje Felső-Egyiptom kormányzója, Semai volt, aki parancsot kapott, hogy rendszeresen lássa el meghatározott mennyiségű áldozattal Min templomát és talán a király kultuszszobrát is.

## Fordítás
- Ez a szócikk részben vagy egészben  a   Neferkaure című angol Wikipédia-szócikk ezen változatának fordításán alapul.  Az eredeti cikk szerkesztőit annak laptörténete sorolja fel. Ez a jelzés csupán a megfogalmazás eredetét és a szerzői jogokat jelzi, nem szolgál a cikkben szereplő információk forrásmegjelöléseként.